# 陳炯明
陳 炯明（ちん けいめい）は、中華民国の政治家・軍人。広東派の指導者である。

## 人物

### 政治家から軍人へ

辛亥革命で循軍が掲げた藍白井字旗。井の字は井田制を表している。のち中国致公党党旗にもなる

清末の1898年に秀才となり、1906年に広東法政学堂入学、同学の鄒魯と交流を持つ。1908年7月に首席で卒業後、帰郷して海豊地方自治会の運営に参加。「陸安自治報」（のち「海豊自治報」と改称）を発行した。1909年に広東咨議局議員に当選し、広東省自治に携わった。咨議局では、賭博禁止、城・鎮・郷レベルでの地方自治確立、女子教育の必要性を主張。一方で同年に中国同盟会に参加したと言われ、1910年2月に倪映典の庚戌新軍起義（第二次広州起義）に参加するも失敗、香港に逃れ劉師復のアナーキスト系組織支那暗殺団に加わる。1911年の黄花崗起義（第三次広州起義）では敢死隊第四隊隊長を務めるが、軍事蜂起にためらいを感じ、再び香港に逃亡する。辛亥革命では東江地区の蜂起を任され、11月1日、海陸豊で流浪的な農民、手工業者、緑林、会党などを集め「循軍」を組織し淡水の警察署を襲撃。11月9日、恵州を制圧すると、循軍を7個旅団に再編、改めて総司令に就任した。29日、広州に到着、12月22日、広東副都督として広東省の軍事面の統治に関わったが、同月に都督の胡漢民が孫文に随行し南京に赴いたため不在となる。省議会や孫文からも代わって都督就任を要請されたが固辞し、都督代理に留まった。
在任中、自身の部隊を中心に正規軍たる広東陸軍（粤軍）の新規編成とともに、民軍の粛清に乗り出した。民軍は広州掌握時には循軍を含め51支隊15万人を数え、自ら広東軍団協会会長を務めていたが、革命後はもはや用済みの存在で、革命に功績はあれど無頼漢ばかりの彼らの存在は、広州の治安を脅かしていた。陳は民軍の武装解除を徹底し、抵抗すれば容赦なく弾圧した。特に恵軍は3日間にわたって抵抗を続け、司令官の王和順は香港に逃走、参謀の陳聴香は処刑された。犠牲者の中には黄花崗起義の参加者の一人であった許雪秋や古参同盟会員であった黄世仲もおり、余りの苛烈さに省議会からも「臨時約法違反だ」と批判の声が上がるほどだった。省議員の一人温雄飛も後年に当時の陳を「殺人魔王だ」と批判しているが、これらの粛清は革命後に起こりがちな混乱の克服と秩序の維持を結果的にもたらしたため、称賛する声もあった。
そんな中、南京臨時政府崩壊により戻った胡漢民が12年4月に都督に再就任すると、陳は香港に去り不満の意を示した。慌てた省議会は陳を軍統に任じて呼び戻し、胡が政治面、陳が軍事面で統治する「軍民分治」を行う事として対立を回避した。しかし、袁世凱が同じく「軍民分治」を掲げ地方に介入すると、胡漢民は対抗して「軍民共治」を掲げ、再び両者の関係は危うくなった。この対立を利用しようとした袁世凱は1913年6月、胡を解任、陳を都督に据えた。孫文と黄興は陳を説得し、辞令を承諾する一方で、来るべき袁世凱打倒に向け広東の軍事力強化を求めた。
同年7月、李烈鈞、黄興、陳其美らが次々に反袁世凱と独立を掲げ蜂起する（第二革命）と、陳も呼応し7月18日、広東の独立を宣言するが、海軍の離反などもあり広東鎮撫使・竜済光に敗北したため8月4日、香港に逃れる。その後シンガポールを経由し、フランスなどに外遊。ここで社会主義思想に触れる。

### 漳州は閩南のロシア
1914年に孫文が結成した中華革命党には参加せず、黄興を支持する欧事研究会に加わっている。護国戦争が起こると1916年1月、広東に戻り、淡水にて「広東都督兼討逆共和軍総司令」を名乗った。この時、アメリカ的連邦制を志向した再興プランを掲げており、のちに主張した聯省自治の原型と言える。しかし、護国軍側に付いていた旧広西派軍閥の陸栄廷に出し抜かれ、恵州に留まらざるを得なかった。討逆共和軍は広東省長朱慶瀾により広東省警衛軍として広東軍に組み込まれた。
1917年6月、西南軍閥との野合である護法運動の中で、革命派軍人として陳の影響力を期待した孫文は、陳を上海に呼び寄せ、協力を申し出る。陳は広東政府（護法軍政府）に参加、軍政府第一軍総司令に任ぜられるが、広東陸軍は当時広東を支配していた旧広西派軍閥に握られており、名ばかりの官職であった。12月、段祺瑞に対抗すべく福建省制圧を任ぜられ、朱執信の尽力により旧討逆共和軍の将兵をあてがわれて「援閩粤軍」を編成、翌年1月、警衛軍20個営5000人の兵を率いて出発。1918年8月31日、援閩粤軍は漳州を制圧。11月下旬停戦が成立した。この時、援閩粤軍の兵力は2万人に膨れ上がっていたため、2個軍に再編し、自身が第1軍長、許崇智を第2軍長に任命した。また、制圧した26県を閩南護法区に指定し、恵潮梅督弁を兼任、籌餉局、汕尾造弾薬廠等を設置したほか、わずか1年間の統治ながら自らの政治的抱負の実験場として、「一郷一校」をスローガンとした教育の充実、胡漢民のほか李石曽や呉敬恒といったアナーキストや社会主義者らの招聘、廟の破壊や纏足の禁止、洋装の奨励などを実施した。また、「閩星」「閩星月刊」を発刊、マルクス主義、ロシア十月革命、ボリシェヴィキ思想を紹介した。これらの施策は、北京大学学生からは「漳州は閩南のロシア」、戴季陶からは「社会主義の実験」と評され、ソ連外務人民委員会は陳を「もっとも卓越した軍人、人民に愛されている確固とした共産主義者」と評している。
その頃、援閩粤軍を除いては海軍と元帥府の親軍しか軍事的基盤を持っていなかった孫文は、クーデターを起こし権力の掌握を図った。1920年8月、孫文の命を受けた陳は広東に急行し、交戦（第一次粤桂戦争）の末、11月に旧広西派軍閥を駆逐し広東省を掌握。孫文の広東省における勢力基盤を軍事面から援助した。孫文は蔣介石への手紙で陳炯明の功績を「実に全身の気力を振り絞った成果であり、党のため、国家のために尽くした。彼を助けるためには全力を惜しまない。徳と心を同じくする者である」と絶賛、広東省長兼広東軍総司令、陸軍総長、内務総長も兼任させた。しかし、その革新的な姿勢こそ孫文の意に叶うものであれ、国家は将来的に必要なくなると考え、地方分権を主張する陳炯明の思想は、中央集権的で強固な国家の建設を目指す孫文と相反するものであった。

### 孫文との対立
第二次護法戦争の際、孫文と陳炯明は意見の相違から、陳は孫文の北伐に反対し、聯省自治を主張した。1921年6月、陳炯明は「中国は、君主政体あるいは武力専制であろうとも、統一を求めることは不可能と信じる」「孫逸仙博士も武力で中国を統一しようと欲したが、未だ成功していない。中国の平和を求めようとすれば、方法は一つしかない。全ての権限を人民に帰属させる事である」と孫文を批判、コミンテルンのマーリン（ヘンドリクス・スネーフリート）との会見でも、孫文に対し強烈な否定的態度をとった。さらにこの時、孫と陳の調停を懸命に図っていた鄧鏗が暗殺され、ついに両者の決裂は不可避となる。1922年6月16日、陳の部下の葉挙が出兵し総統府を攻撃、合わせて孫文の住居を砲撃したため、孫文は中山艦に乗り、広東省から離れた（六・一六事変）。1923年1月、陳は、孫文と雲南派、新広西派連合を糾合した軍隊に敗れ、東江に退却した。1925年新たに国民革命軍の2度にわたる攻撃（東征）を受け、香港に逃亡し、中国致公党を結成し、総理に任命された。その後、継続して中国の統一と富強化に奔走したが、1933年香港で病没した。

## 評価
陳は、広東政府にいるときに、聯省自治による中国の統一を模索していたが、中国国民党、中国共産党双方ともに軍閥勢力が群居していた当時の中華民国の状況では実現が困難と判断していた。また、一方で、中国連邦憲政の実践者と評価する意見もある。
広東における影響は以下の通りである。
- 政治面では、孫文の北伐に反対し、「聯省自治」を主張した。広州市における立法、行政、財政、監査等の機構を設立し、自治の基盤を作り、兵を鍛える一方、政治を簡素化し（精兵簡政）、民衆に休息を与えた。
- 経済面では、民間企業を支援し、道路を建設した。
- 教育面では、私立学校を建設し、全国で最も発展した公教育を提供し、教育における費用を免除し、陳独秀を省教育委員長として招聘。
- 社会生活面では、旧習・陋俗を排除し、煙草や賭博を禁止した。しかし、その効果ははっきりとしていない。